# Balthazard de Fournas
Pour les articles homonymes, voir Fournas.
Balthazard de Fournas de La Brosse est un homme politique français né le 20 octobre 1806 à Hennebont (Morbihan) et mort le 7 mai 1871 à Arzano (Finistère).

## Biographie
Entré à l'École navale en 1821, il assiste à la bataille de Navarin. Il quitte l'armée en 1830 avec le grade de lieutenant de vaisseau. Il est député du Finistère de 1848 à 1849, siégeant à droite avec les monarchistes légitimistes.

## Sources
- « Balthazard de Fournas », dans Adolphe Robert et Gaston Cougny, Dictionnaire des parlementaires français, Edgar Bourloton, 1889-1891 [détail de l’édition]